# Eria bilobulata
Eria bilobulata är en orkidéart som beskrevs av Gunnar Seidenfaden. Eria bilobulata ingår i släktet Eria och familjen orkidéer. Inga underarter finns listade i Catalogue of Life.